# Imelde Sabushimike
Imelde Sabushimike est une femme politique burundaise. Elle est ministre de la Solidarité nationale, des Affaires sociales, des Droits de la personne humaine et du Genre depuis 2020. Elle est la première personne issue de la communauté des Twa à entrer dans un gouvernement africain.

## Carrière
Imelde Sabushimike est une Twa de la région des Grands Lacs, un peuple autochtone du Burundi, de la République démocratique du Congo, du Rwanda et de l'Ouganda considéré comme les premiers habitants de l'Afrique des Grands Lacs. Ils représentent 1 % de la population du Burundi. En 2013, elle travaille pour UNIPROBA (Unissons nous pour la promotion des Batwa), une ONG fondée pour défendre les droits des Twa en faisant des distributions de vivres ou encore des terres ainsi qu'en aidant les enfants à obtenir une bonne éducation. Elle la représente lors du Indigenous Fellowship Programme de quatre semaines auprès des Nations unies à Genève.
Le 29 juin 2020, elle est nommée par le président Évariste Ndayishimiye au poste de ministre de la Solidarité nationale, des Affaires sociales, des Droits de la personne humaine et du Genre du Burundi.  